# クリストファー・チェナリー

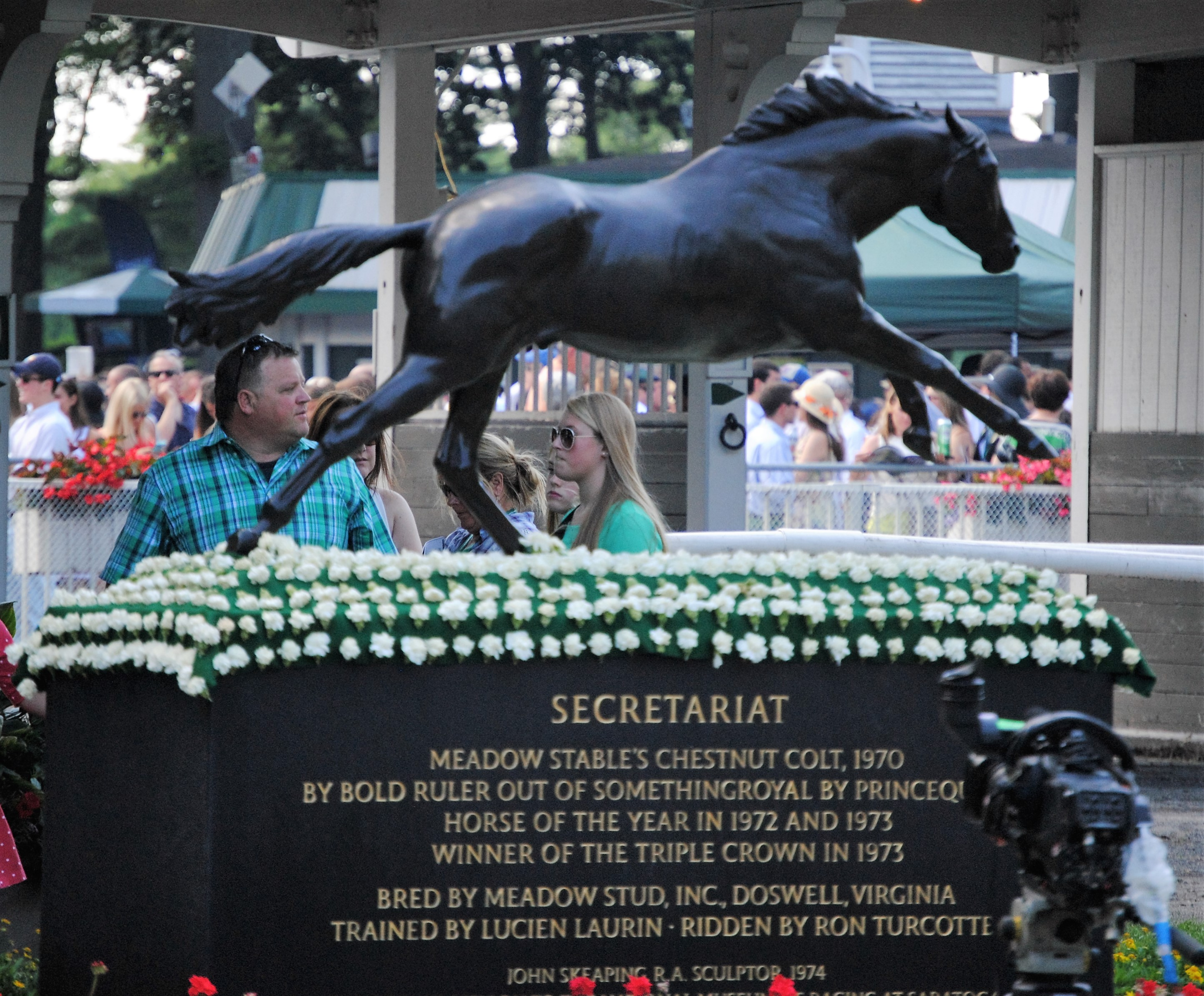
セクレタリアト像（ベルモントパーク競馬場）

クリストファー・トンプキンス・チェナリー（Christopher Tompkins Chenery, 1886年9月16日 - 1973年1月3日）は、アメリカ合衆国の実業家、サラブレッド競走馬の生産者兼馬主（オーナーブリーダー）。バージニア州にて生産牧場メドウ・ステーブル（Meadow Stables）を営み、1950年の年度代表馬ヒルプリンス、1961年 - 1963年の3年連続最優秀牝馬シケイダ、1972年のアメリカクラシック二冠馬リヴァリッジ、1973年に史上9頭目のクラシック三冠馬に輝いたセクレタリアトなどの活躍馬を輩出した。死後の2019年にアメリカ競馬殿堂入りを果たした。

## 経歴
バージニア州リッチモンドで父ジェームス・母アイダ夫婦の5人兄妹の次男として生まれる。その後、家族はアッシュランドへ引っ越し、クリストファーは家計を助けるために子供のうちから働き、親戚の牧場での乗馬を好んだ。働きながらランドルフ・メイコン大学 とワシントン・アンド・リー大学で学び、1909年に工学の学士（理学）の学位を取得した。卒業後、チェナリーは鉄道ルートの調査の仕事を得てアラスカへと赴いた。ここで妻となるヘレン・ベイツと出会う。金も名誉もないチェナリーとの結婚をヘレンの親族は反対したものの、3年間の説得を経て1917年に結婚、翌1918年には長男ホリス・チェナリー、更に翌年に長女マーガレットが生まれた。
第一次世界大戦中にはフォートベルヴォワールの陸軍工兵隊で乗馬を教えていた。
退役後は、再びエンジニアとして働き、1922年に末娘ヘレン・“ペニー”・チェナリーが生まれた。1923年からはニューヨークに移り、1926年に連邦水道公社（Federal Water Service Corporation, 後にガス事業も行う）を設立。1936年にはサウザーンナチュラルガスの代表取締役となった。
これらの事業で十分な財産を得たチェナリーは、競走馬育成事業に乗り出し、故郷バージニア州で生産牧場メドウ・ステーブル（Meadow Stables）の経営を始めた。
この牧場の成功の始まりとなったのが、1939年に購入したヒルデーンという鹿毛の牝馬である。クレイボーンファーム創設者アーサー・ボイド・ハンコックのアドバイスを受けて750ドルで購入した。この馬は競走馬としては8戦して3着が1回と全く活躍できなかったが、繁殖牝馬としては素晴らしい成績を収めた。第4仔のヒルプリンスは1950年のプリークネスステークスやジョッキークラブゴールドカップステークスなどの大レースに勝利し、同年の年度代表馬に選ばれた。ヒルデーンはそれ以外にも種牡馬として成功したファーストランディングなど全部で5頭のステークスウィナー、さらには母の母としてアメリカ最優秀牝馬に3度選ばれたシケイダを出した。ヒルデーンの子孫たちが稼ぎ出した金額は300万ドル以上になり、チェナリーにとっての"ブルーヘン"となった。
チェナリーの二頭目の"ブルーヘン"になったのが、インペラトリスという黒鹿毛の牝馬である。インペラトリスは1941年のテストステークスの勝ち馬で、1947年にチェナリーが3万ドルで購入した。インペラトリスは1948年のコーチングクラブアメリカンオークス・ピムリコオークスに優勝したスカタードを筆頭に7頭のステークスウィナーを輩出。そして1952年に生んだサムシングロイヤルは母としてサーゲイロード・セクレタリアトを出した。
チェナリーは当時衰退しつつあったニューヨークの競馬を再活性化するため、当時ジョッキークラブの副会長だったオグデン・フィップスからの誘いを受けてハリー・グッゲンハイムと共に1955年にグレーターニューヨーク協会（後にニューヨーク競馬協会に改名）を設立。3人は州政府や銀行から資金を引き出し、老朽化した施設を改修した。
1960年代になり、80歳を超えたチェナリーの判断力に問題がみられるようになり、1967年には牧場の大事な牝馬4頭を安値で売り払う決定をした。家族やスタッフの反対により売るのは3頭になったが、その直後に妻ヘレンが死去。気落ちしたチェナリーの健康はますます悪化し、翌1968年からニューヨークのニューロシェル病院に入院。以後退院することは出来なかった。
チェナリーの3人の子供はそれぞれ競馬とは関係ない職業についていたが、末っ子で主婦をしていたペニー（結婚してペニー・トウィーディ）がメドウ・ステーブルを受け継いだ。
その後の1972年に牧場の生産馬リヴァリッジがケンタッキーダービーに勝利。チェナリーはそれまでサーゲイロードやファーストランディングなどダービーの有力候補を多数育てていたのだがダービー勝利には届いていなかった。この時のチェナリーは病室でテレビでレースを観戦していた。看護師が「あなたの馬が勝ちましたよ！」と呼びかけると、チェナリーの頬に涙が伝わったという。ダービーの2ヶ月後にセクレタリアトがデビューして2歳戦線を席巻。この両馬の活躍により、メドウ・ステーブルはこの年の エクリプス賞最優秀生産者・エクリプス賞最優秀馬主を受賞した。
翌1973年1月3日に病院で死去。享年86。この年にセクレタリアトは25年ぶり史上9頭目のアメリカ三冠馬となり、メドウ・ステーブルは二年連続の最優秀生産者・馬主賞を受賞した。病に倒れたクリストファーから牧場の経営を引き継いだ娘ペニーとセクレタリアトの物語は、後の2010年に『セクレタリアト/奇跡のサラブレッド』として映画化され、クリス役はスコット・グレンが務めた。
2019年、前年のペニーに続いて親子でアメリカ競馬殿堂入りを果たした。

### 注釈

メドウ・ステーブルの勝負服